# Калчераме (Палермо)
Калчераме је насеље у Италији у округу Палермо, региону Сицилија.
Према процени из 2011. у насељу је живело 75 становника. Насеље се налази на надморској висини од 569 м.